# Kasen (poésie)
Le Kasen (歌仙), « maître de poésie »  mais aussi « poète immortel », « poète génie » ou « poète saint », désigne d'une part, le maître de poésie et d'autre part la forme la plus populaire des poèmes japonais renku en 36 strophes. À chaque kasen se voit attribuer une saison mais les quatre saisons doivent aussi y apparaître. Le poème est basé sur un modèle qui détermine le point à partir duquel telle saison ou tel sujet doit être abordé.
Le kasen se compose de trois parties : l'introduction (appelée « prologue » ou « ouverture ») en six strophes, la clause principale (aussi appelée « développement » ou « expansion ») en 24 strophes et la conclusion (également appelée « inférence » ou « épilogue ») en six strophes. Le premier vers est appelé hokku et détermine la saison qui donne son nom au kasen encore à composer (par exemple « kasen hiver »). Le hokku est construit selon une suite prédéterminée. Le dernier vers est appelé ageku et se réfère toujours au printemps. Le ageku clôt le renku sur un ton optimiste
Le haïku tel qu'il est aujourd'hui connu du monde entier s'est développé à partir du hokku.
Au cours de l'époque d'Edo, tandis que de plus en plus de gens ordinaires se familiarisent avec le renga, les règles (shikimoku) sont grandement simplifiées. Le kasen à 36 vers devient la forme la plus populaire de renga et les mots couramment utilisés ainsi que l'argot et des mots chinois sont autorisés. Avec cet assouplissement des règles, les renga peuvent exprimer plus largement l'humour et l'esprit. Ce style de renga est appelé haikai no renga (« vers comiques liés ») ou tout simplement haikai et Matsuo Bashō est connu comme le plus grand poète haikai.
La forme privilégiée de renga à l'époque d'Edo est d'ailleurs le kasen (歌仙), cette chaîne constituée de 36 vers. En règle générale, le kasen doit se référer deux fois aux fleurs (généralement les cerisiers) et trois fois à la lune. Ces références sont appelées hana no za (花の座, « le siège des fleurs") et tsuki no za (月の座, « le siège de la lune »).

## Source de la traduction
- (de) Cet article est partiellement ou en totalité issu de l’article de Wikipédia en allemand intitulé « Kasen » (voir la liste des auteurs).